# Tartarocreagris infernalis
Tartarocreagris infernalis är en spindeldjursart som först beskrevs av William B. Muchmore 1969.  Tartarocreagris infernalis ingår i släktet Tartarocreagris och familjen helplåtklokrypare. Inga underarter finns listade i Catalogue of Life.